# Székely Mikó Kollégium
A Székely Mikó Kollégium nagy múltra visszatekintő erdélyi középfokú oktatási intézmény, Erdély hét egykori református iskolájának egyike. Székhelye Sepsiszentgyörgy. 1859-ben alapították. Az intézmény névadója gróf hídvégi Mikó Imre, akinek alapítványa és a székelység adományai révén alakult meg az iskola 1857-59 között.

## Története
A reformkorba nyúlnak vissza az első iskolaalapítási próbálkozások, majd az 1850-es évek második felében a Rikánbelőli Kommunitás Háromszéken középiskolát létesített.
Főként a Kommunitás tagjai – a sepsi-, kézdi- és orbaiszéki református és unitárius lelkészek –, de főurak, tanítók és hivatalnokok is részt vettek a Gödri Ferenc esperes által irányított munkában. 1855-ben felkérték báró Kemény Ferencet, gróf Mikó Imrét, az Erdélyi Református Egyházkerület főgondnokait, és Bodola Sámuel püspökhelyettest az iskola ügyének támogatására az Egyházkerületi Közgyűlésben.
Mikó gróf felismervén iskola alapításának szükségességét, számottevő adományokat tett annak javára és latba vetette érdekében társadalmi befolyását.
Több város is vetélkedett a leendő intézmény székhelyeként. A versengést a centrális elhelyezkedésű Sepsiszentgyörgy nyerte meg, telket és jelentős pénzbeli támogatást kilátásba helyezve. Az alapítók több pártra szakadtak atekintetben, hogy ipariskola, reáliskola vagy gimnázium létesüljön-e, végül utóbbi mellett határoztak.
A Főtanács 1858 őszén beindíttatta a elemi negyedik osztály, a következő tanévben erre alapult a gimnáziumi első osztály. Az oktatás a református templom szomszédságában indult meg, az egyetlen kinevezett tanár Vajna Sándor volt, a tantárgyak többségét tanítók tanították. Bentlakásossá kellett válnia, hatékonyabban működhessen. Az 1863–64-es tanévben az intézmény az iskola mai helyén álló épületekben alakított ki háló- és osztálytermeket, a korábbi istálló és szekérszín helyén.
A főtéri szárny 1870-76 között Zofalh Gusztáv tervei alapján épült, amelyeket Mikó Imre rendelt meg és fizetett ki. Az építőanyag zömét háromszéki lakói szekéren hordták össze. A város biztosította a telket, és alapítványt tett a ház javára. Tanév kezdetén ide költözhettek a kollégisták, a földszinti termeket egyelőre üzlethelyiségeknek adták ki. Még szeptemberben meghalt Mikó gróf, aki előző márciusban 60 000 frt. alapítványt adott az iskola további fejlesztése céljából. Az elöljáróság az alma mater mindhárom alapítóját belefoglalta annak nevébe, a református egyházat, Háromszék népét és gróf Mikó Imrét: Református Székely Mikó Tanoda, majd Református Székely Mikó Kollégium lett a neve, 1948-ig.
Amint fejlődésnek indult az intézmény, s már három főállású tanár fizetésére volt lehetőség, a vezetőség a főgimnáziumi osztályok beindításával egy időben a déli épületszárny megtervezésére Alpár Ignácot kérte föl.
Mire az első érettségiző évfolyam 1893-ban végzett, a kollégium már modern, jól felszerelt tanintézmény volt. A professzori pozíciókat betöltötték, a könyvtárakat, szertárakat adekvát költöztették és rendszerezték, beindult az Önképzőkör is. Az erdélyi középiskolák között elsőként itt szerveztek konviktust, kiteljesítve a kollégiumi rendszert.
Az első világháborúig szépen fejlődött, a tanulólétszám évről évre emelkedett. Az elöljáróság újabb bővítés számára már meg is vásárolta a szomszédos telket, de a piac és a forgalmas utca mellett az iskola sem pedagógiai, sem egészségügyi szempontból nem ideális, ezért teljesen új internátusépületet kellett építeni a város csendesebb körzetében.
Ujvárossy József főgondnok 100 000 koronát érő erdejét ajánlott fel az új telephely javára. A világháború és az impériumváltás következtében viszont legfontosabb az anyanyelvi oktatás biztosítása maradt a megye minden tanulni vágyó ifja részére. Csutak Vilmos igazgató átszervezte a Kollégiumot: az épületbe fogadta a Polgári Leány- és Fiúiskolát és az Elemi iskolát, így egész nap késő estig folyt a tanítás. Maga járta a falvakat a szülőket, s a tehetséges gyermekeket biztatva a továbbtanulásra, a Székely Mikó Kollégiumban.
Ebben az időszakban a Kollégium csak saját erejére támaszkodhatott, Csutak Vilmosnak azonban sikerült közadakozásból a Református Leányiskola számára saját épületet emeltetnie.
A második világháború időszaka is hatalmas károkat okozott az iskola életében. Az 1940-es földrengés úgy megrongálta az épületet, hogy át kellett költöztetni a kollégiumot a Tanítóképzőbe. A tanítás is szünetelt, amit 1944 decemberében kezdtek újra, az akkor már rendbehozott saját épületében. Ekkor a fiúk mellé lánynebulókat is felvettek rendes tanulónak, és vállalták a tanítóképző beindítását is. Magánvizsgát tehettek azok a fiatalok is, akiknek a háború miatt meg kellett szakítaniuk tanulmányaikat.
1944–45-ben az alma mater a Magyar Tannyelvű Líceum néven működött, majd újra Református Székely Mikó Kollégium lett, egészen az államosításáig. Később többször változott a neve: Magyar Fiúlíceum (1948-53) X osztályos Fiú Középiskola (1953–54), 1-es számú Magyar Tannyelvű Középiskola (1954–58) 1-es számú Középiskola (1958–65) 1-es számú Líceum (1965–74) 1-es számú Reál-Humán Líceum (1974–77) Matematika-Fizika Líceum (1977–89). Ekkortól ismét Székely Mikó Kollégium.
A tanügyi reformot követve bevezették a tizenegy évfolyamos oktatást, de ezt 1954 és 1957 között megint tíz évfolyamosra csökkentettek. 1955-ben kicserélhették a bútorzatot, modernizálták a tornatermet, és lebontották az udvaron levő régi épületeket. 1958-ban megépült a „kicsi épület” hat új osztályteremmel, konyhával és étkezdével. 1973-ban az egykori Jókai Nyomda épületében tanműhelyeket rendezhettek be.
Az 1977-es romániai földrengés ismét komoly károkat okozott az épületben: megrongálódtak a szaktantermi berendezések, beszakadt a tető, az épület teljes statikai megerősítést igényelt. Az oktatást a kicsi épületben, a 2-es számú Általános Iskolában, valamint az Olt utcai Mezőgazdasági Líceum termeiben folytatták. 1978. szeptember 1-jén fejeződött be a főépület renoválása, a szaktantermeket évek alatt sikerült újra korszerűen felszerelni. A Matematika-Fizika Líceumban főszerep a szaktárgyak oktatásának és a termelési gyakorlatnak: a gimnáziumi tanulóknak heti két nap elméletben oktatták a szaktantárgyakat, havonta egy hétig pedig műhelygyakorlaton vettek részt.
Az 1989-es romániai forradalom dupla változást hozott: visszaállt a magyar tannyelvű oktatás és a gimnáziumi jelleg lehetőséget nyújtott a fiataloknak humán értelmiségi pályára is lépni.
A testvériskolai kapcsolatok, új hagyományok teremtése, hazai és külföldi versenyek, fesztiválok új horizontot nyitottak a megmérettetésre. Mára 1300 diák, 100 pedagógus keze alatt tanul az iskolában, az általános iskola alsó és felső tagozatán, illetve a gimnáziumban.
A 150 éves intézmény a történelmi Háromszék (ma Kovászna megye) legnagyobb és legeredményesebb magyar tannyelvű gimnáziuma.
2012 óta a román állammal vívott, tulajdon-visszaszolgáltatási csatározások színhelye.

## Híres tanárai, diákjai
- Bágya András zenetanár 1932-1944 között
- Debreczy Sándor (1921–25) pedagógiai író
- Szabó József biológia-földrajz szakos tanár 1934–1944 között
- Szász Béla református teológus 1910-től 1940-ig tanított itt.
- Albert Ernő (néprajzkutató, a tanintézet igazgatója)

Itt tanult
- Vitályos András orvos
- Szotyori Lajos elbeszélő, színpadi író.
- Antal Árpád András polgármester
- Dancs Annamari énekesnő
- Egyed Ákos (történész)
- Domokos Géza (Kriterion Kiadó Igazgatója)
- Pászka Imre (Szegedi Tudományegyetem szociológiaprofesszora)
- Veres Valér (BBTE szociológiaprofesszora)

Itt érettségizett
- 1898-ban Vékás Lajos
- 1948-ban Verestóy Ilona
- 1950-ben Mojszesz Frigyes
- Egyed Ákos (történész)
- Domokos Géza (Kriterion könyvkiadó vezetője, az RMDSZ alapítója)
- 1953-ban Deák Ferenc (grafikus)
- 1967-ben Pászka Imre (Szegedi Tudományegyetem szociológiaprofesszora)
- 1979-ben Varga-Berde Mária
- 1990-ben Veres Valér (Kolozsvár, BBTE szociológiaprofesszora)
- 1992-ben Fazakas Géza színművész.